# 考尔扎·德·阿里亚加
考尔扎·德·奥利维拉·德·阿里亚加，OA、GCC、OC、OIH（1915年1月18日-2004年2月2日）是葡萄牙将军、作家、教授及政治人物。他担任了1953年至1955年期间的空军次级部长和1969年至1974年莫桑比克独立战争期间的莫桑比克地面部队指挥官。

## 家世
阿里亚加的父亲叫做曼努埃尔·多斯·桑托斯·利马·德·阿里亚加·努内斯（1885年10月11日出生于里斯本圣伊莎贝尔；1940年9月19日逝世于加亚新城阿尔科泽卢），是一名雕塑家，曼努埃尔的父亲则是一位来自亚速尔群岛皮库岛的医生。阿里亚加的母亲叫做费利西达德·欧热尼娅·马丁斯·德·奥利维拉（1895年8月11日出生于波尔图塞镇；1987年7月16日逝世于里斯本圣茹利昂），是出身于金匠家庭的葡萄牙裔巴西人。1914年6月20日，曼努埃尔和费利西达德在波尔图结了婚。

## 生涯
阿里亚加在波尔图大学读完数学学位后，就于1935年11月1日进入葡萄牙陆军志愿服役。他首先在军事学院学习军事和土木工程学，1939年毕业后，他被分配到葡萄牙军事研究机构的参谋部。在此，他请求改革征兵制、训练伞兵并把它们纳入葡萄牙空军。
1969年至1974年期间，阿里亚加接替安东尼奥·奥古斯托·多斯·桑托斯将军，担任莫桑比克葡萄牙军队的总司令。他于1970年策划了戈耳狄俄斯之结行动，也就是在整场葡萄牙殖民地战争（1961年-1974年）中，葡萄牙武装部队所策划的规模最大、耗费最贵的军事行动。
在1974年4月25日的里斯本康乃馨革命前，阿里亚加是葡萄牙政权的重要政治人物，担任了许多公职，比如内阁国防部长、航空工程部长、高级军事研究机构教授、核能量联合委员会主席和石油公司Angol SA的执行总裁。1977年，阿里亚加创立了右派政党争取国家重建独立运动，并担任该党的主席，直到该党在1980年议会选举后解散。
2004年，阿里亚加因阿兹海默症逝世于里斯本。

## 奖章
阿里亚加在其军队生涯中获得了许多奖章，包括：
- 军官级（英语：Order of Aviz）阿维斯骑士团勋章（英语：Order of Aviz）
- 大军官级巴西军功勋章（英语：Order of Military Merit (Brazil)）
- 高等骑士级美国功绩勋章（英语：Legion of Merit）
- 大十字级（英语：Grand Cross）基督骑士团勋章（英语：Order of Christ (Portugal)）
- 大军官级基督骑士团勋章
- 大军官级法国荣誉军团勋章
- 大军官级恩里克亲王骑士团勋章（英语：Order of Prince Henry）
- 葡萄牙空军航空功绩奖章
- 高等骑士级耶路撒冷圣墓骑士团勋章

## 家庭
1955年5月19日，阿里亚加与玛丽亚·多·卡尔莫·费尔南德斯·福米加尔（1932年8月27日出生于里斯本拉帕）在雷根古什-迪蒙萨拉什的圣马梅迪山小圣堂结婚。玛丽亚是耶路撒冷圣墓骑士团的女高级骑士，父亲叫做马里奥·福米加尔（1899年12月15日出生于里斯本拉帕；1954年1月11日逝世于里斯本圣伊莎贝尔），出身于地主家庭。马里奥的妻子（也就是玛丽亚的母亲）叫做玛丽亚·阿德莱德·罗萨多·费尔南德斯（1903年9月13日出生于卡斯凯什；1981年9月30日逝世于里斯本），出身于上阿连特茹省埃武拉的农民和地主家庭。阿里亚加夫妇共育有5个儿女，其中就包括佩德罗·桑塔纳·洛佩斯的第二任妻子玛丽亚·特蕾莎·德·阿里亚加·福米加尔。

## 著作
- 《原子能》 - 1949年
- 《过去40年与未来的葡萄牙国防》 - 1966年
- 《葡萄牙的一些核问题》 - 1969年
- 《最高指挥部的战略教训》—1966年/1967年，Vol. 12 (1971年)
- 《葡萄牙的答案》 - 1973年
- 《勇敢、顽强和信念》 - 1973年
- 《葡萄牙政治时刻前的国家形势与我的立场》 - 1976年
- 《关于未来的解决方案》 - 1977年
- 《非洲-遭到背叛的胜利》（合著） - 1977年
- 《战争与政治-以决定性的真相——岁月——为名义》（两版） - 1987年
- 《全球战略》 - 1988年
- 《合成》（两版） - 1992年
- 《马斯特里赫特》 - 1992年